# 가정역
가정(루원시티)역(Gajeong(Lu1 City)Station, 佳亭(루1시티)驛)은 인천광역시 서구 가정동에 위치한 인천 도시철도 2호선의 전철역이다. 부역명은 닥터에버스의원 청라점으로 인근에 3번출구로 있고, 인근에 루원시티가 위치하고 있다.

## 역사
- 2015년 10월 5일: 가정(루원시티)역으로 역명 결정[1]
- 2016년 7월 30일: 인천 도시철도 2호선 개통과 함께 영업 개시[2]

## 역 구조
2면 2선의 상대식 승강장을 갖추고 있으며, 스크린도어가 설치되어 있다.

### 승강장
| 서구청 ↑       |
| \| 상          |
| ↓ 가정중앙시장 |

| 상행 | ● 인천 도시철도 2호선 | 서구청·아시아드경기장·검암·검단오류 방면             |
| 하행 | ● 인천 도시철도 2호선 | 가정중앙시장·석남·주안·남동구청·인천대공원·운연 방면 |

- 검단오류행(서구청 방면)과 운연행(가정중앙시장 방면) 대합실이 다르다.

따라서 반대편 승강장으로 이동이 불가능하며 역 출입구를 잘 들어가야 한다.
인천 지하철 2호선의 모든 역들 중 유일하게 반대편 승강장으로 이동이 불가능한 역이다.
- 1,2번 출입구는 아직 개통되지 않은 채 3,4번 출입구만 있다.

## 역 주변
| 나가는 곳 | 방면                                                                          |
| --------- | ----------------------------------------------------------------------------- |
| 1         | 미개통                                                                        |
| 2         | 미개통                                                                        |
| 3         | 가정1동행정복지센터 가정공원 인천가현초등학교 인천가현중학교 인천신현고등학교 |
| 4         | 가정2동행정복지센터 인천봉수초등학교 봉수치안센터                             |

## 인접한 역
| 인천 도시철도 2호선       | 인천 도시철도 2호선   | 인천 도시철도 2호선         |
| ------------------------- | --------------------- | --------------------------- |
| I210 서구청 검단오류 방면 | ● 인천 도시철도 2호선 | I212 가정중앙시장 운연 방면 |